# Skuja Braden
Skuja Braden međunarodna je umjetnička suradnja Ingūne Skuje i Melise Braden. One stvaraju oslikane skulpture u porculanu.
Skuja (rođena 1965.) i Braden (rođena 1968.) prvi put su se upoznale u školi 1994. godine na Humboldt State Universityju. Skuja je iz Latvije, a Braden iz Sacramenta u Kaliforniji. Skuja je pohađala Rīgas Applied Art College i Latvijsku umjetničku akademiju u Rigi, Latvija, stekavši diplomu keramike 1992., prije nego što je godinu dana pohađala Državno sveučilište Humboldt na posebnom programu razmjene, koji je osmislila profesorica latvijsko-američkog kipara, Maris D. Benson.Skuja je magistrirala 2011. na Latvijskoj umjetničkoj akademiji.
Braden je stekla dvije diplome na Sierra Collegeu 1992. i dvije diplome na Državnom sveučilištu Humboldt 1997., studirajući slikarstvo, kiparstvo i povijest umjetnosti. Studirala je na magisteriju filmske produkcije kada je 1999. otputovala u Latviju kako bi pohađala Latvijsku umjetničku akademiju. Ingūna Skuja i Melissa Braden ponovno su se povezale u Latviji 1999. i počele surađivati tijekom produkcije svoje emisije "Here Kitty, Kitty!" održane u galeriji Čiris u Rigi.
Obje su umjetnice imale različite karijere prije početka suradnje. Trenutno žive u Latviji.

## Umjetnička djela
Sav njihov rad kombinacija je slikarstva i keramike, te dovršavaju sve korake procesa suradnje u stvaranju svoje umjetnosti zajedno. Započinju svoj proces skicama i zajedno rade na detaljima tih crteža prije nego što u rad ugrade glinu. Iako Skuja Braden ponekad koriste kalupe u svom procesu, one nikada ne koriste komercijalne kalupe, već rade od vlastitih ručno izrađenih komada. Obje rade na dizajnu, formi i finalnoj dekoraciji svojih komada. Također je izradila vanjske instalacije.
Njihov rad se odnosi na razne teme uključujući ljudske oblike i lica, životinje i bajke. Njihov rad i umjetnička filozofija pokrivaju mnoge teme uključujući feminizam, budizam i politiku.